# Maro Joković
Maro Joković (Dubrovnik, 1 de outubro de 1987) é um jogador de polo aquático croata, campeão olímpico.

## Carreira
Joković fez parte do elenco campeão olímpico pela Croácia em Londres 2012. Quatro anos depois integrou a equipe medalha de prata nos Jogos do Rio de Janeiro. Nos Jogos Olímpicos de Verão de 2024, em Paris, conquistou a medalha de prata no torneio masculino do polo aquático, após confronto na final contra a equipe sérvia.